# Giulio Venini
Giulio Venini (Milano, 6 novembre 1915 – Kurvelesh, 1º gennaio 1941) è stato un militare italiano, insignito della medaglia d'oro al valor militare.

## Biografia
Giulio Venini nasce a Milano nel 1915, figlio di Corrado, ufficiale di carriera degli Alpini.
Nel maggio del 1916, durante le operazioni di contrasto alla Strafexpedition scatenatasi in Trentino, Corrado Venini muore eroicamente in combattimento, ed è successivamente decorato con la Medaglia d’Oro al Valor Militare alla memoria.
Prima di morire, in una lettera indirizzata al figlio ancora in fasce, aveva scritto:
Giulio Venini cresce dunque avendo costantemente di fronte l'esempio di valore ed eroismo del proprio padre, decidendo così di seguirne le orme, perseguendo la carriera militare.
Entrato nel Regio Esercito, ottiene i gradi di sottotenente e viene assegnato ai Granatieri di Sardegna.

## La Campagna di Grecia
Nell'ottobre del 1940, Venini, nel frattempo promosso tenente, si trova in Albania, inquadrato nel 3º Reggimento
dei Granatieri di Sardegna.
Il 28 ottobre, con l'inizio della Campagna di Grecia, gli Italiani avanzano velocemente in territorio greco sebbene, nel volgere di alcune settimane, la situazione si ribalta: la controffensiva greca riesce infatti a far indietreggiare le forze italiane, fino a minacciare lo stesso possesso italiano dell'Albania.
Alla metà di dicembre, il 3º Reggimento Granatieri di Sardegna si trova schierato sui monti del Kurvelesh, decimato dai violentissimi combattimenti sostenuti e dalle rigidissime condizioni climatiche.
Nonostante ciò, gli Italiani riescono a resistere ai continui attacchi dei reparti greci, che si susseguono ininterrottamente fino agli ultimi giorni dell'anno.
Il 30 dicembre, la 9ª compagnia del 3º Reggimento Granatieri, al cui comando si trova il tenente Venini, ridotta a un pugno di uomini, viene sottoposta all'ennesimo assalto greco: nonostante il violento bombardamento d'artiglieria e la bufera di neve che infuria sul costone est del vallone di Lekdush, ove il reparto si trova schierato, i granatieri riescono a resistere.
Due giorni dopo, il 1º gennaio 1941, i Greci attaccano nuovamente il fronte tenuto dal 3º Reggimento Granatieri.
La 9ª compagnia, ridotta a soli venti uomini, riesce però a mantenere le proprie posizioni, contrattaccando disperatamente: il tenente Venini, ferito da una fucilata, rimane al suo posto, per incoraggiare i propri soldati, finché viene abbattuto da una raffica di mitragliatrice. Riesce però a risollevarsi, incitando ancora una volta i suoi uomini a resistere, ma una nuova fucilata lo uccide.
Pochi mesi prima, in una lettera alla madre, aveva scritto:
Alla sua memoria viene concessa la Medaglia d’Oro al Valor Militare.

## Riconoscimenti
Numerosi sono i riconoscimenti che, in varie località italiane e specialmente tra Como e Milano, sono stati tributati alla memoria del tenente Giulio Venini e del padre Corrado.
Milano, la sua città natale, gli ha intitolato:
- una via, attuale Via Giulio e Corrado Venini nel quartiere NoLo
- la scuola elementare “Giulio e Corrado Venini”.

Como, città natale del padre, gli ha invece intitolato:
- una via, attuale Via Corrado e Giulio Venini
- la scuola elementare “Corrado e Giulio Venini”.